# 光學劃記符號辨識

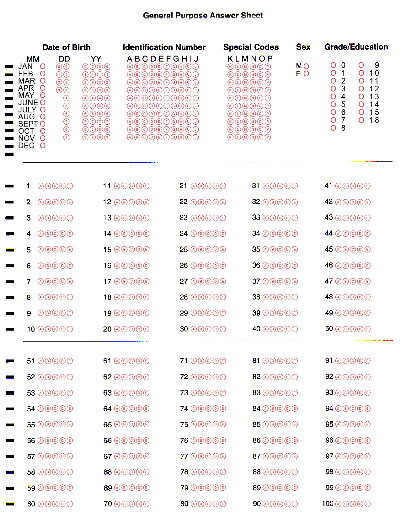
一张光學劃記符號辨識卡

光學劃記符號辨識（Optical mark recognition, OMR）是一種資料的取得方式，透過把光束（通常是紅色的）打在掃描器上的文件或條碼的記號來辨識一些簡單的東西，而原理是有記號（或條碼的黑色）的部分比沒有記號（或條碼的白色部分）反射較少的光。使用光學劃記符號辨識进行判别的卡片在中国大陆称为“机读卡”。
光學劃記符號辨識與光學字元辨識（OCR）的最大分別是不需要辨識引擎，所以需要高對比和特定形狀的劃記才能容易被讀取。
某些OMR設備用一些印在異丁烯酸甲酯製成的紙上，透過量度穿過紙張的光的強度來解讀資料。這使任何一邊的紙張有標記會減少透過紙張的光度。
其中一種最常見的用途是考試使用HB或2B鉛筆填寫的選擇題答案卡（又稱試卡、答卷卡、答題紙）。考生利用填滿格子（通常是圓形或長方形）來填寫他們的答案，之後改卷員就把試卡放到改卷器裡。最初的試卡用的是大型的格子，因為早期的改卷器靈敏度低，需要一個較大的記號以確保準確度。現在，在大部分歐洲國家，填寫答案的方格通常是一個橫向或是縱向的長方形；而在亞洲國家，學生或填寫者使用一個特別的標記，例如圓形，來填寫預先印好空格的試卡。除了考試以外，彩券選號投注與問卷調查也常使用OMR。
而OMR另外一個最常見的用途是各種條碼。最近的技術改進使掃描二維條碼，例如QR碼，變得可能。例如，聯合包裹（UPS）現在就把二維條碼印在每個包裹上。條碼是儲存在一些黑白的格子圖案上，通常包括除錯資訊，當條碼有損毀時可以減少資訊讀取的錯誤率。
很多現代的OMR設備應用在處理電腦生成的影像，如條碼，也有用在處理一些特殊的表格，因為OMR技術有著非常低的錯誤率。正因如此，OMR技術會也用在選舉點票上。

## 軟件

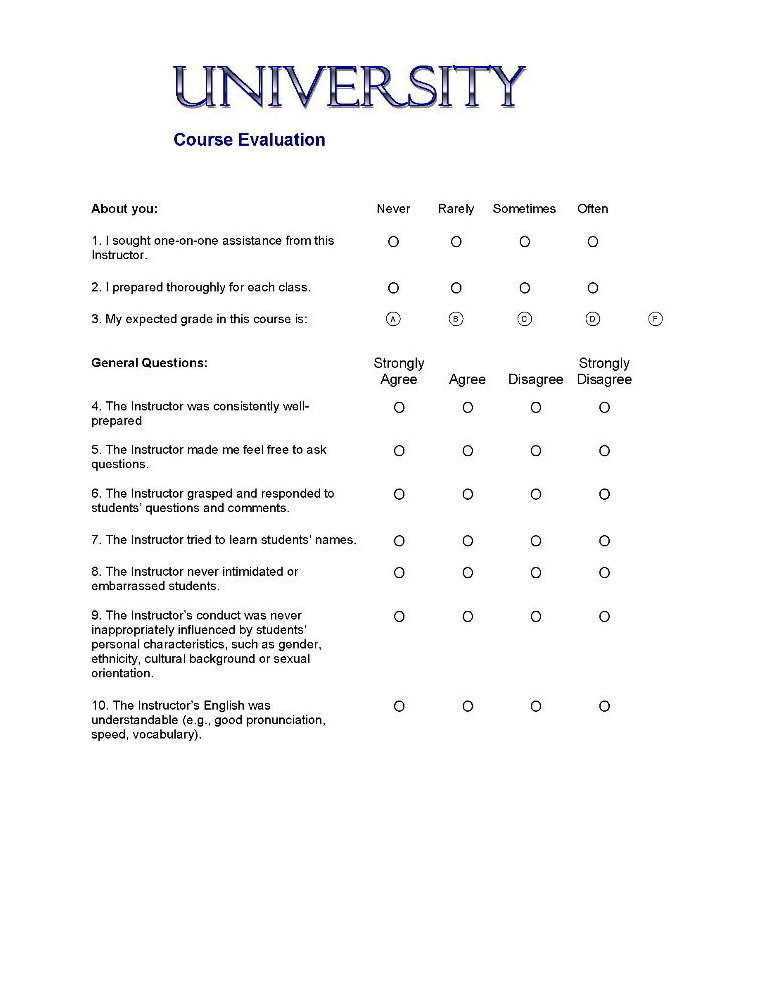
一張OMR用的問卷

OMR軟件是一種電腦軟件，供電腦分析和處理有關數據。OMR軟件的作用是把電腦掃瞄器當作OMR專用的掃描器，利用電腦處理所輸入的數據
並以使用者制定的方式（如：資料庫）輸出。有了OMR軟件，我們可以利用電腦來處理問卷、多項選擇題答題紙、出席紀錄表等簡單的數據。
在早期，處理OMR需要用特定的OMR掃描器，在OMR軟件出現後，用家只需要電腦和掃描器就可以處理OMR數據。現代的OMR軟件更可以自訂數據標記位置，可讓用家以雷射打印機輸出有關表格，不需像以往找印刷公司印刷表格，方便在僅需要小量表格的場合。
對於一些OMR準確度要求比較高的情況，用戶會選擇使用彩色卡紙作答，而掃描時掃描器則可以自動將卡紙的顏色抹除而留下答題者填下的標籤顏色，準確度提高，相對印刷成本也相對提高。近年更有軟件Smartshoot OMR 可以在原有OMR基礎上，使用普通黑白油印紙，通過虛線過濾技術而達到同樣抹除邊框的效果，準確度提高的同時，成本也不變。 

## 原理
某些OMR設備一面是光源，一面是感應器，透過感應光源的強弱（如：光透過紙的程度或光透過紙上小孔的位置）來辨識；另一些的光源與感應器位於同一面，透過紙張反射光的程度來辨識，例子有條碼掃瞄器、多項選擇題計分器。

## 歷史
最早的OMR是利用紙帶和打孔卡，具有真正的孔，利用透過紙張的光來閱讀數據。
1930年代，第一個類似OMR的設備，IBM 805計分器出現，它是透過利用金屬刷子測試紙上的鉛筆記號的導電率來測試數據。至於第一個真正的OMR設備，在1950年代出現。同時間，IBM也研發出類似的設備。

1962年，IBM推出了IBM 1230光學計分器。在這個時候，類似的設備如雨後春筍般出現。到了1972年，提供廉價光學辨識設備的掃瞄子（Scantron）公司等公司成立，加速了OMR的普及，甚至連光學辨識紙也被稱為掃瞄子紙。  
現在，OMR設備廣泛應用於點算系統、計分、資料收集等用途。